# Ursus 932
Ursus 932 – ciężki ciągnik rolniczy produkowany przez Zakłady Mechaniczne „Ursus” od 1990 do 2003 roku.

## Dane techniczne
Silnik:
- Typ: DS Martin Z 8401.12
- Rodzaj: wysokoprężny czterosuwowy
- Moc według DIN 70020 – 80 KM przy 2200 obr./min.
- Liczba cylindrów: 4
- Rodzaj wtrysku – bezpośredni
- Średnica cyl./skok tłoka: 110/120 mm
- Pojemność skokowa: 4562 cm³

Układ napędowy:
- Sprzęgło główne – cierne jednostopniowe z samoczynną regulacja luzu, sterowane hydrauliczne
- Skrzynia przekładniowa – mechaniczna
- Wzmacniacz momentu – włączany hydraulicznie, o przełożeniu 1,34
- Liczba biegów przód/tył: 16/8

Układy jezdne:
- Tylny most z przekładnią główną stożkową i ze zwolnicami planetarnymi
- Blokada mech. różnicowego tylnego mostu – mechaniczna
- Przedni most napędowy – przekładnia główna stożkowa i zwolnice planetarne
- Blokada mech. różnicowego przedniego mostu – hydrauliczna
- Hamulec roboczy hydrauliczny, tarczowy, suchy
- Koła przednie: 12,4 R24
- Koła tylne: 18,4 R34
- Układ kierowniczy – hydrostatyczny

Układy agregowania:
- Funkcja podnośnika: regulacja siłowa, pozycyjna, mieszana, ciśnieniowa
- Udźwig TUZ: 4125 kg
- TUZ 2 kategoria według ISO
- Wydatek hydrauliki zewnętrznej: 41 l/min
- Liczba wyjść hydrauliki zewnętrznej: 4 szybkozłączy
- Ciśnienie nominalne na szybkozłączu: 16 MPa
- WOM: 540 lub 1000 obroty/min

Masy – wymiary – pojemności:
- Długość – 4160 mm
- Wysokość dachu kabiny / tłumika: 2800 / 2930 mm
- Rozstaw osi: 2398 mm
- Masa bez obciążników: 4100 kg
- Zbiornik paliwa: 90 dm³